# Sous-marin de sauvetage
Un sous-marin de sauvetage, en anglais DSRV pour Deep Submergence Rescue Vehicle, est un petit sous-marin de plongée profonde conçu pour recueillir l'équipage d'un sous-marin en perdition qui serait posé sur le fond marin.

## L'opération de secours

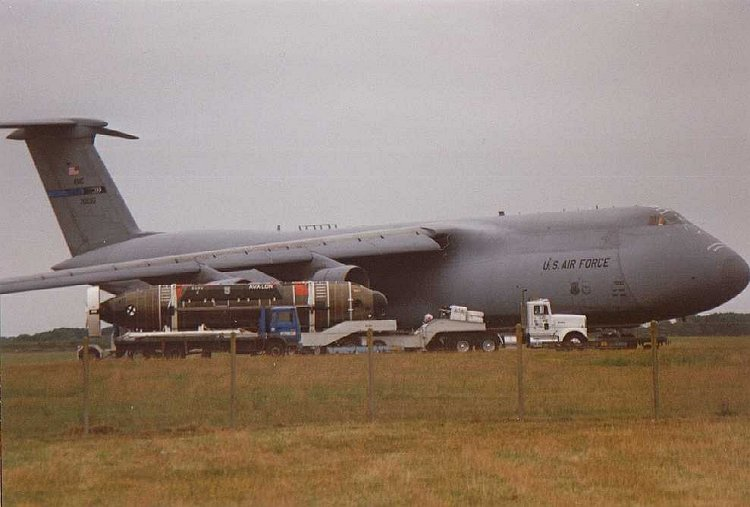
Arrivée à l'aéroport de Brest du DSRV Avalon à bord d'un avion cargo Lockheed C-5 Galaxy pour un exercice avec la marine nationale française en juillet 1999.

Le DSRV est généralement transporté par voie aérienne à bord d'un appareil gros porteur vers un port à proximité du lieu de naufrage. Il est ensuite transporté à bord d'un navire spécialisé ou en pontée d'un sous-marin sur le lieu de l'accident. Le DSRV vient en plongée à proximité du sous-marin en perdition et arrime son sas contre le sas de sauvetage du sous-marin. Le recueil de l'équipage peut alors s'effectuer, généralement en plusieurs voyages.
L'opération de secours ne peut s'effectuer que si le sous-marin est posé sur le fond avec une gîte et une assiette pas trop importantes. Par ailleurs, le sas de sauvetage du sous-marin et le dispositif d'arrimage doivent être compatibles avec ceux du DSRV. Tous les sous-marins des États membres de l'OTAN et alliées sont aux standards des DSRV américains, britanniques, italiens et japonais et des exercices sont régulièrement pratiqués.

## DSRV en service

### États-Unis

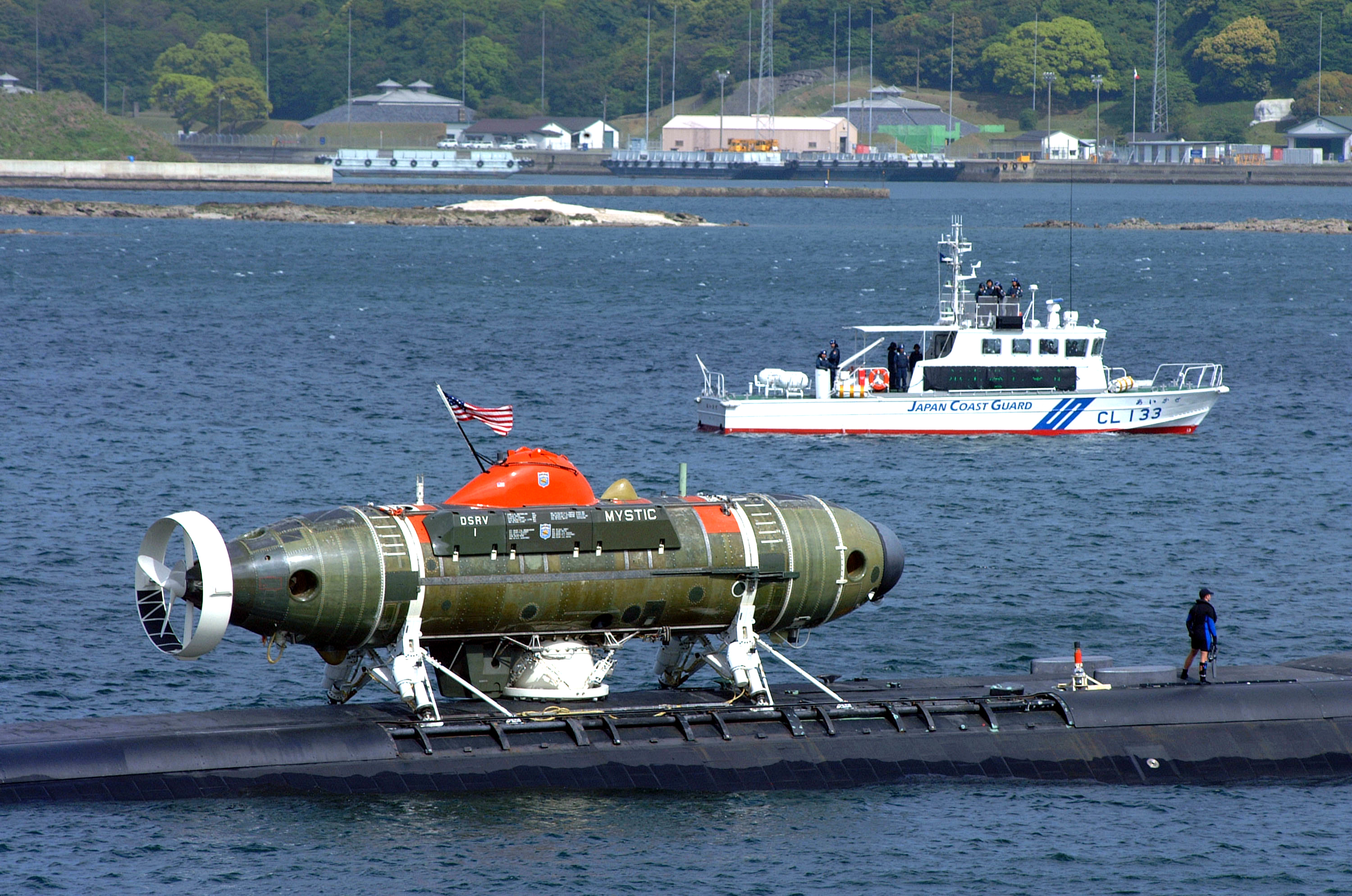
Le DSRV Mystic chargé en pontée du SNA américain USS La Jolla (SSN-701), de classe Los Angeles.

La United States Navy met en œuvre deux DSRV, le Mystic et l'Avalon.
- Voir aussi : Submarine Rescue Diving and Recompression System

### OTAN
L'OTAN dispose du Nato submarine rescue system (NSRS) pour ses opérations de sauvetage en eaux profondes. Cet équipement a été conçu en coopération entre la France, le Royaume-Uni et la Norvège. Auparavant, la Royal Navy utilisait le sous-marin de sauvetage LR5. Celui-ci a été loué en 2003 à la Royal Australian Navy en remplacement du ASRV Remora qu'elle utilisait jusqu'en 2006.
La France a également à sa disposition le Newtsuit, un scaphandre canadien, mis en œuvre par le CEPHISMER.

### Italie
L'Italie a deux DSRV, le MSM-1 et la nouvelle DRASS Galeazzi DSRV-300, pour le navire affecté à ce service, le navire Anteo.

### Japon

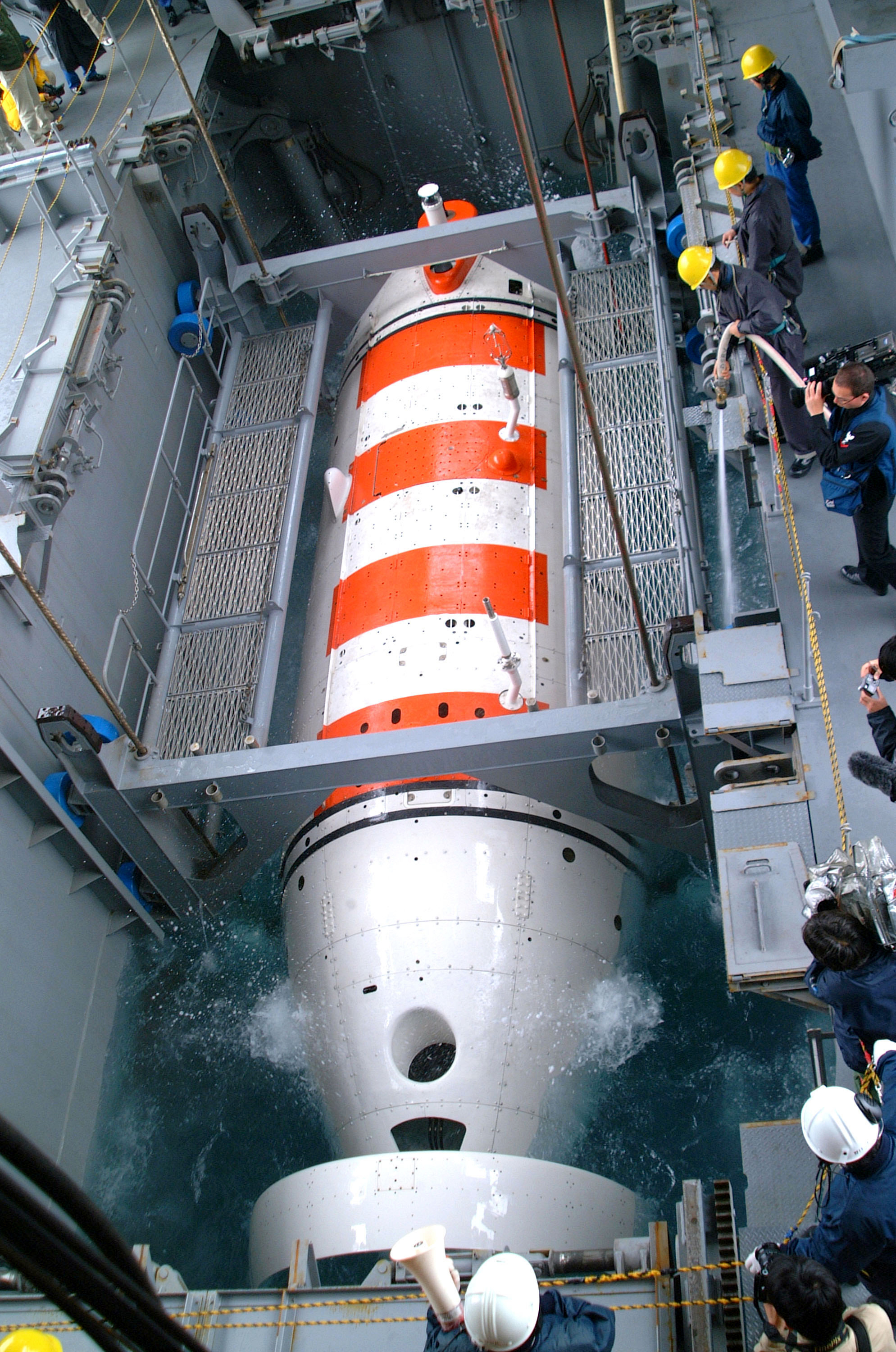
Un DSRV japonais.

Les Forces japonaises d'autodéfense possèdent deux DSRV, le Chiyoda et Chihaya.

### Russie
Entre 2014 et 2015, deux ARS-600 construits au Canada entrent en service dans la marine russe. Ils sont destinés entre autres à effectuer des travaux en cas d'accident, mais ne peuvent pas embarquer de rescapés.